# Kuh-e Aq Dagh
Le Kuh-e Aq Dagh est un sommet en Iran culminant à 3 321 mètres d'altitude et constituant le point culminant des monts Talych dans la partie occidentale de la chaîne de l'Elbourz. C'est un sommet ultra-proéminent.